# Akon Lighting Africa
Akon Lighting Africa é um projeto iniciado em 2014 pelo artista musical Akon, em parceria com Samba Bathily e Thione Niang, que visa fornecer eletricidade por energia solar na África.

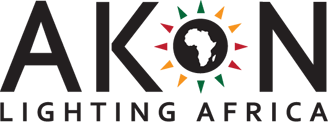

## História
Segundo Akon (Aliaune Thiam, nascido em Missouri), ele e Thione Niang cresceram na região de Kaolack, Senegal, em uma cidade sem eletricidade. Em 2013, ambos decidiram ajudar a impulsionar a transformação da África. Samba Bathily juntou-se a eles e forneceu soluções direcionadas através de sua empresa, Solektra INT, que fornece equipamentos movidos a energia solar. Ao combinar suas redes, eles lançaram o projeto em fevereiro de 2014. Sua técnica inicial é instalar postes solares e pequenos sistemas de energia.
Sua técnica inicial é instalar luzes de rua solares e pequenos sistemas de energia.Os projetos forneceram eletricidade em 14 países africanos a partir de 2015 e empregavam mais de 5000 pessoas, e a Akon disse que atingiram 1 milhão de famílias nos países africanos com seus projetos. Os funcionários, recém treinados, eram principalmente jovens que instalam e mantêm equipamentos solares. Essa iniciativa aproveitou as tarifas impostas pelos EUA aos painéis solares chineses, deixando os fabricantes chineses com estoque para vender, alinhando crédito ao Grupo Internacional de Cooperação Econômica e Técnica China Jiangsu para financiar a compra de equipamentos solares, o que permite aos países participando do projeto para contornar os empréstimos do Banco Mundial para iniciar um projeto em seu próprio país. Em uma entrevista, a Akon estimou que eles atingiram 100.000 famílias e instalaram 13.000 luzes da rua.  Sua abordagem é falar com autoridades em nível nacional sobre aldeias que provavelmente são para projetos-piloto naquele país. Quando um projeto piloto for bem-sucedido, outras aldeias desejarão a mesma quantidade de iluminação pública e eletricidade doméstica.

## Países
Desde o lançamento em 2014, o grupo Akon possui operações em 14 países, incluindo Guiné, Senegal, Mali, Níger, Benin e Serra Leoa .

## Academia Solar
O grupo anunciou o lançamento da academia solar em Bamako, Mali, no segundo Fórum das Nações Unidas sobre Energia Sustentável para Todos, na cidade de Nova York . A Academia Solar ensinará os alunos sobre o uso de painéis solares pelos quais eles podem iluminar a África . Samba Bathily disse em uma entrevista: "Temos o sol e tecnologias inovadoras para levar eletricidade a residências e comunidades. Agora precisamos consolidar a expertise africana e esse é o nosso objetivo".